# Hadena flavivibica
Hadena flavivibica är en fjärilsart som beskrevs av Jacob Hübner 1827. Hadena flavivibica ingår i släktet Hadena och familjen nattflyn. Inga underarter finns listade i Catalogue of Life.